# Eupithecia isogrammaria
Eupithecia isogrammaria là một loài bướm đêm trong họ Geometridae.